# Herb powiatu złotowskiego
Herb powiatu złotowskiego – jeden z symboli powiatu złotowskiego, autorstwa Janusza Zawadzkiego, ustanowiony 30 sierpnia 2000.

## Wygląd i symbolika
Herb przedstawia na tarczy dwudzielnej w słup z prawej strony w czerwonym polu białego półorła, będącego symbolem województwa wielkopolskiego, z lewej strony tarcza dwudzielna w pas: u góry znak rodła (srebrny na czerwonym tle) u dołu złote drzewo na błękitnym polu. 